# Euagrus gus
Euagrus gus is een spinnensoort in de taxonomische indeling van de Dipluridae.
Het dier behoort tot het geslacht Euagrus. De wetenschappelijke naam van de soort werd voor het eerst geldig gepubliceerd in 1988 door Coyle.